# Pitcairnia alata
Pitcairnia alata là một loài thực vật biểu sinh thuộc họ Bromeliaceae. Đây là loài đặc hữu của Ecuador, và ban đầu được phát hiện dọc theo sông Río Valladolid giữa Quebrada Honda và Tambo Valladolid. Môi trường sống tự nhiên của chúng là vùng núi ẩm nhiệt đới hoặc cận nhiệt đới. Chúng hiện đang bị đe dọa vì mất môi trường sống.